# Syllitus centrocrus
Syllitus centrocrus là một loài bọ cánh cứng trong họ Cerambycidae.